# Selar
Genre

Selar est un genre de poissons de la famille Carangidae.

## Liste des espèces
Selon World Register of Marine Species (25 février 2015) et ITIS (25 février 2015) :
- Selar boops (Cuvier, 1833)
- Selar crumenophthalmus (Bloch, 1793) -- « Pêche-cavale »

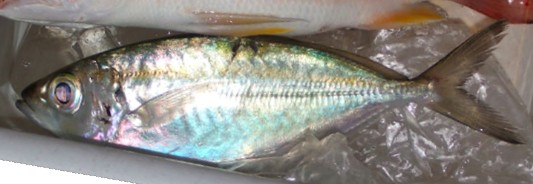
Selar boops
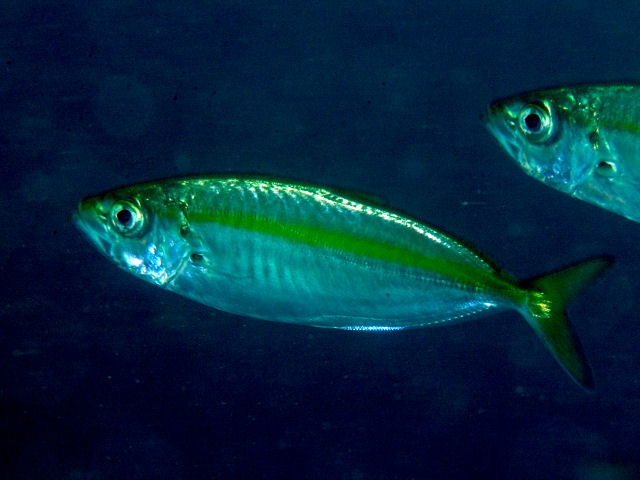
Selar crumenophthalmus